# VAE-Verfahren
VAE steht für "qualifizierende Anerkennung von erworbenen Kompetenzen" (VAE = Validation des Acquits de l'Expérience) und ist ein Verfahren, das im Großherzogtum Luxemburg zur Beurteilung und Anerkennung von im Laufe des Lebens in verschiedenen Bereichen wie z. B. Erziehung, Arbeit und Freizeit erworbenen Kompetenzen jeglicher Art eingesetzt wird.

## Grundlagen
Das VAE-Verfahren ist eine im Rahmen des Bologna-Prozesses in Luxemburg implementierte Vorgehensweise zur qualifizierenden Anerkennung von außerhalb des eigentlichen Bildungsbereichs erworbenen Kompetenzen (= Kennen und Können). Diese Methode ermöglicht es grundsätzlich jedem, seine beruflichen Fähigkeiten und Qualifikation für den Einstieg in ein Studium oder in einen Beruf dokumentieren und anerkennen zu lassen (Kompetenznachweis). Dabei ist es unerheblich, ob die entsprechenden Fähigkeiten das Ergebnis formaler, nicht formaler oder informeller Ausbildungen sind oder sogar ausbildungsfremd sind. Sie müssen lediglich im Zusammenhang mit einem beantragten Zeugnis, Diplom oder Befähigungsnachweis stehen.
Das VAE-Kompetenzprofil dient dem Nachweis sämtlicher Kenntnisse und Fähigkeiten auch von Teilkenntnissen und -fähigkeiten, die erforderlich sind um:
- das Studium an der Universität Luxemburg oder an der staatlich anerkannten privaten eufom University oder an der ebenfalls staatlichen anerkannten und akkreditierten privaten ISEC Hochschule der Wirtschaft in Luxemburg aufzunehmen,
- Hochschulausbildungen, die mit einem Höheren Fachdiplom (brevet de technicien supérieur – BTS) abgeschlossen werden, zu belegen,
- Zeugnisse und Diplome des technischen Sekundarunterrichts (enseignement secondaire technique – EST) sowie den Meisterbrief (brevet de maîtrise) zu bewerten und für ein weiterführendes Hochschulstudium anzuerkennen,
- vom Luxembourg Lifelong Learning Center (LLLC[2]) nach Bestehen eines berufsorientierten Studiengangs verliehene Diplome in Bezug auf die erworbenen Fähigkeiten zu dokumentieren und anzuerkennen.

### Formale Ausbildung
Unter einer formalen Ausbildung versteht der luxemburgische Gesetzgeber eine in einem organisierten und strukturierten Rahmen in einer Bildungs- oder Ausbildungseinrichtung oder am Arbeitsplatz erteilten und ausdrücklich als Ausbildung in Bezug auf Ziele, Dauer und Ressourcen bezeichnete Bildungsmaßnahme.

### Nicht formale Ausbildung
Eine nicht formale Ausbildung ist eine Ausbildung, die in nicht ausdrücklich als Ausbildungsaktivitäten in Bezug auf Ziele, Dauer und Ressourcen bezeichnete geplante Maßnahmen/Aktivitäten integriert ist, wobei Letztere jedoch einen bedeutenden Ausbildungsteil beinhalten.

### Informelle Ausbildung
Unter dem Oberbegriff einer informellen Ausbildung fasst der luxemburgische Gesetzgeber alle sich aus den alltäglichen Aktivitäten im Zusammenhang mit Arbeit, Familie oder Freizeit ergebenden Aus- und Weiterbildungsmöglichkeiten zusammen. Diese sind in Bezug auf Ziele, Dauer und Ressourcen weder organisiert noch strukturiert.

## Rahmenbedingungen

### Zielgruppe
Jede Person jeglichen Alters, jeglicher Staatsangehörigkeit, jeglichen Bildungsstands und/oder jeglichen Status kann ein VAE-Verfahren beantragen, unter der Voraussetzung, dass sie die zu bewertende Aktivität während einer nachweisbaren Mindestdauer im Zusammenhang mit der Zweckbestimmung der angestrebten Bescheinigung ausgeübt hat.

### Zielsetzung
Die durch die VAE erlangten Befähigungsnachweise, Diplome oder Zeugnisse sollen den im Rahmen einer traditionellen Ausbildung erworbenen Qualifikationen entsprechen und eine Einzelfall-bezogene Anerkennung dokumentieren. Das VAE-Verfahren kann darüber hinaus Kandidaten, welche die erforderlichen Bedingungen nicht erfüllen, den Zugang zu einer höheren Ausbildung ermöglichen.
Zielsetzung von VAE-Verfahren ist es,
- die für den Zugang zu einem Ausbildungslehrgang erforderlichen Titel oder Diplome zu erwerben,
- individuelle Ausbildungslaufbahnen zu verkürzen,
- ein Zeugnis, ein Diplom oder einen Titel vollständig oder teilweise zu erwerben.

In diesem Sinne ermöglicht die VAE den Kandidaten, Ausbildungen, die zu bereits von ihnen nachweislich erworbenen Kompetenzen führen, nicht mehr absolvieren zu müssen. Im Rahmen des lebenslangen Lernens bietet die VAE einen zusätzlichen Zugang zu den gleichen Befähigungsnachweisen, Diplomen oder Zeugnissen, wie sie in der traditionellen Grundausbildung, einer höheren Ausbildung oder einer Fortbildung erworben werden können.

### Voraussetzungen
Sämtliche beruflichen oder außerberuflichen Aktivitäten können Gegenstand einer Anerkennung sein, unter der allgemeinen Voraussetzung, dass die entsprechenden Ausbildungen mindestens 3 Jahre (5.000 Stunden) betragen haben und mit dem angestrebten Befähigungsnachweis, Diplom oder Zeugnis im Zusammenhang stehen.
Die Qualifikationen, die Gegenstand einer VAE sind, betreffen die Gesamtheit der Erfahrungen aus einer dauerhaft oder nicht dauerhaft ausgeübten vergüteten, nicht vergüteten (z. B. als Gewerbetreibender, Mitarbeiter eines Gewerbetreibenden, Freiberufler, Landwirt oder Handwerker usw.) oder ehrenamtlichen (in einer Gewerkschaft oder einem Verein) Tätigkeit. Diese Tätigkeit muss einen direkten Bezug zur beantragten Anerkennung aufweisen.
Gegebenenfalls können Fähigkeiten und Kompetenzen auch in Teilen anerkannt werden.

### Zuständigkeit
- Für den Technischen Sekundarunterricht und den Meisterbrief ist das luxemburgische Ministerium für Bildung, Kinder und Jugend zuständig.
Erwachsene – auch mit einem niedrigen Grundausbildungsstand – haben die Möglichkeit, die während ihrer beruflichen Tätigkeit in einem bestimmten Bereich erworbenen Erfahrungen anerkennen zu lassen. Sowohl die Zeugnisse und Diplome des technischen Sekundarunterrichts (enseignement secondaire technique) als auch der Meisterbrief (brevet de maîtrise) können über eine qualifizierende Anerkennung von erworbenen Kompetenzen erlangt werden.
- Kandidaten mit mindestens 3 Jahren nachweisbarer Berufserfahrung im Zusammenhang mit dem gewünschten Diplom richten ihren Antrag an die VAE-Stelle des Ministeriums für Bildung, Kinder und Jugend (Ministère de l'Education nationale, de l'Enfance et de la Jeunesse), der Handelskammer[4] (Chambre de Commerce) und der Arbeitnehmerkammer[5] (Chambre des Salariés)
- Höheres Fachdiplom (brevet de technicien supérieur – BTS)
Zuständig für die Anerkennung ist eine speziell für das betreffende Ausbildungsprogramm in der Ausbildungseinrichtung, welche die Ausbildung anbietet, eingesetzte Kommission. Diese Kommission äußert sich zum Umfang der Anerkennung und, im Falle einer teilweisen Anerkennung, zur Art der Kenntnisse und Fähigkeiten, die einer zusätzlichen Überprüfung bedürfen.
- Universitätsstudium und universitäre Abschlüsse
Die Universität Luxemburg und die privaten staatlich anerkannten eufom-University und ISEC-University sind aufgrund des Bologna-Prozesses verpflichtet, besondere VAE-Regelungen in ihren Prüfungsordnungen vorzusehen und spezielle Zulassungskommissionen für VAE-Verfahren einzurichten. Der Zugang zum Studium der 1., 2. und 3. Stufe der Universität Luxemburg und der eufom University oder ISEC University in Luxemburg steht damit auch solchen Personen offen, die nicht Inhaber eines Abschlusszeugnisses des Sekundarunterrichts oder eines Universitätsabschlusses sind, sofern sie eine der folgenden beiden Voraussetzungen erfüllen:
  - sie haben die Teilprüfungen einer von der Hochschule organisierten speziellen Zulassungsprüfung bestanden,
  - sie können eine ausreichende Berufserfahrung und entsprechende berufliche Fähigkeiten und Kompetenzen nachweisen.

VAE-Prüfungen sind immer Einzelfallprüfungen. Will der Kandidat ein Studium aufnehmen oder in ein höheres Semester eingestuft werden, muss er den Nachweis erbringen, dass er den Anforderungen, die auf ihn zukommen werden, gewachsen ist.